# Robba (dessinateur)
Pour l’article ayant un titre homophone, voir Robba.
Robba, de son vrai nom Robert Bagage, est un dessinateur, scénariste et éditeur de bandes dessinées français, né et mort à Lyon (30 juin 1916 - 3 octobre 2002),.

## Biographie
Sa carrière de dessinateur débute en 1941. C’est en 1946 qu’il fonde sa propre maison d’éditions : les éditions du Siècle. Pour cette maison d’édition, il lance 6 récits complets et notamment Tom'X dont il assure la majorité des textes et dessins. En 1951, les éditions du Siècle deviennent les éditions Impéria. Pour cette maison d’édition, Robert Bagage publiera plus de 60 collections en poche et notamment en petit format.
En 1986, les éditions Impéria ferment et Robba prend sa retraite.  